# Ralph von Merle
Ralph von Merle (auch Ranulf de Merlay, lat. Radulphus de Merlo; frz. Raoul du Merle; * vor 1114; † 1152 in Tripolis) war ein normannischer Baron und Kreuzritter.

## Leben
Raoul du Merle entstammte einer normannischen Adelsfamilie aus der Baronie Merle-Raoul, die zwischen Argentan und L’Aigle gelegen war. Er war der Sohn des dortigen Herren Wilhelm I. von Merle. Er wird erstmals urkundlich erwähnt, als er zusammen mit seinem Vater dem Kloster St. Cuthbert in Durham einige Ländereien vermachte. Er bestätigte die Schenkung nach dem Tod seines Vaters am Fest des Heiligen Cuthbert (20. März) des Jahres 1129.
Im Januar 1138 gründete er das Kloster Newminster nahe dem zu seinem Besitz gehörenden Morpeth.
Später, spätestens mit dem Zweiten Kreuzzug, gelangte er ins Heilige Land. Im Königreich Jerusalem wurde er mit einer Burg belehnt, die nach ihm „le Merle“ genannt wurde.
Raoul du Merle war einer der Kandidaten, die Fürstin Konstanze von Antiochia nach dem Tod ihres ersten Gatten Raimund von Poitiers 1149 von König Balduin III. von Jerusalem zur Ehe vorgeschlagen, aber abgewiesen wurden. Der Chronist Wilhelm von Tyrus lobt Ralph in diesem Zusammenhang als einen Mann von hohem Adel, sehr kriegserfahren und von seltener Weisheit.
1152 begleitete er den Grafen Raimund II. von Tripolis zu einem Ausritt. Bei ihrer Rückkehr wurde Raimund II. am Südtor der Stadt Tripolis von einer Gruppe Assassinen überfallen und erdolcht. Ralph von Merle und ein weiterer Ritter wurden im folgenden Gefecht ebenfalls niedergemacht. Die Mörder entkamen, die Hintergründe der Tat wurden nie geklärt.
Raoul du Merle hinterließ einen Sohn, Fulko I. von Merle († um 1180), der wahrscheinlich in Europa zurückgeblieben war. Die Burg Merle im Heiligen Land war jedenfalls spätestens 1187 an den Templerorden übergegangen und wurde noch im Jahr 1188 an Saladin übergeben.